# Martin Steinmann (Architekt)
Martin Steinmann (* 9. Januar 1942 in Zürich; † 10. März 2022) war ein Schweizer Architekt, Publizist, Architekturhistoriker und emeritierter Professor der EPF Lausanne.

## Werdegang
Nach dem Architekturstudium an der ETH Zürich ab 1961 diplomierte er 1967 bei Alfred Roth. Zunächst war er ein Jahr bei Ernst Gisel beschäftigt, bevor er von 1968 bis 1978 als wissenschaftlicher Mitarbeiter und Assistent von Adolf Max Vogt am Institut für Geschichte und Theorie der Architektur arbeitete. Er forschte dort über die Gründungsdokumente des Congrès International d’Architecture Moderne (CIAM) und begründete deren Archiv. 1978 wurde er mit seiner Arbeit zu diesem Thema promoviert. Er mischte sich vielfältig in die Architekturdebatte ein: als Autor einer Vielzahl von Texten über die Architektur des 20. Jahrhunderts, als Mitorganisator der Ausstellung über die Tessiner Architektur Tendenza 1975, einer Vielzahl weiterer Ausstellung seines 1986 zusammen mit Irma Noseda gegründeten Ateliers Arge Baukunst, unter anderem Zeitzeichen (1987 in Aarau), als Redaktor der Fachzeitschriften archithese (1979–1985) und Faces (ab 1987).
Lehrtätigkeit
1979 war er Gastprofessor am MIT und zwischen 1982 und 1985 lehrte er an der ETH Zürich. 1987 wurde Steinmann als Professor für Architektur und Architekturtheorie nach Lausanne berufen, wo er bis zu seiner Emeritierung 2007 blieb.

## Bauten
- 2007–2015: Erweiterung Stadtmuseum Aarau mit Diener & Diener[3]

## Auszeichnungen und Preise
- 2000: Schelling-Architekturpreis
- 2016: Prix Meret Oppenheim

## Schriften
- Martin Fröhlich, Martin Steinmann: Imaginäres Zürich. Die Stadt, die nicht gebaut wurde. Huber, Frauenfeld 1975, ISBN 3-7193-0502-3.
- Martin Steinmann: Tendenzen. Neuere Architektur im Tessin. GTA, Zürich 1977 (3. Auflage), ISBN 3-85676-002-4.
- Martin Steinmann: CIAM: Dokumente 1928–1939 (Diss.) Birkhäuser, Basel 1979, ISBN 3-7643-1022-7.
- Bau Werke. Adolf Krischanitz. (Ausstellungskatalog) Edition Architekturgalerie Luzern, 1990. mit Beiträgen von Markus Grob, Johannes Gachnang, Martin Steinmann und Dietmar Steiner
- Peter Disch (Hrsg.), Martin Steinmann: Architektur in der deutschen Schweiz: 1980–1990. ADV Publishers, Lugano 1991, ISBN 88-7922-000-4.
- Martin Steinmann: Forme forte. Ecrits / Schriften 1972–2002. Birkhäuser, Basel/Boston/Berlin 2003, ISBN 3-7643-6793-8.
- Vorwort von Martin Steinmann in Conradin Clavuot. Architekt. Niggli Verlag, Sulgen 2008[4]
- Martin Steinmann, Bruno Marchand, Alexandre Aviolat: Diener & Diener Architekten. Wohnungsbau Park Books, Zürich 2020, ISBN 978-3-03860-184-5.

## Nachrufe
- Zärtlich Dinge beschreiben. Martin Steinmann ist tot. Abgerufen am 20. März 2022.
- Ursula Baus: Martin Steinmann (1942-2022). Abgerufen am 17. Oktober 2023.
- Hubertus Adam: Sinnlichkeit und Wirklichkeit der Dinge - Zum Tod von Martin Steinmann. Abgerufen am 17. Oktober 2023
- Un ricordo di Martin Steinmann. Abgerufen am 28. August 2022.
- Anmerkungen zu einer empatischen Architekturtheorie – oder: Der Versuch eines Nachrufs auf Martin Steinmann. Abgerufen am 1. Januar 2023.